# Shootfighting
Shootfighting kallas det man gör när man utövar shooto. I Sverige kallas det sedan 2016 på amatörnivå för "MMA klass-B". Det är en kampsport som uppstod när den tyske brottaren Karl Gotch lärde ut wrestling eller "shooting" till en grupp ur den japanska kampsportseliten. Den förste icke-japanske mästaren Bart Vale tog sedermera sporten till väst och gav den namnet shootfighting.
Sporten växte fort, särskilt i USA. Shootfighting togs till Sverige av August Wallén och drevs från 1995-2004 i Shooters MMA:s regi. Sedan 2005 är administrationen och organisationen av shootfighting förlagd till Svenska Budo- och Kampsportsförbundet (SB&K) där shootfighting blev invald som idrott 2005. Shootfighting blev därmed också ansluten till Riksidrottsförbundet. På SB&Ks kampsportssektions årsmöte väljs varje år en shootfightingrepresentant att representera shootfighting i sektionsstyrelsen.
2007 arrangerades den första Swedish Shootfighting League, en liga med tävlingar utspridda över landet och med ett svenskt mästerskap i slutet av året.
MMA klass-B skiljer sig från professionell shootfighting genom att markkamp, ground and pound, inte är tillåtet på amatörnivå. MMA klass-B har även stående räkning på samma sätt som boxning. Sporten består av moment från ett flertal andra kampsporter, framför allt från thaiboxning, brottning och brasiliansk jiu-jitsu. Matcherna går oftast i boxningsring och består av en femminutersrond (titelmatcher består av två). En match kan vinnas på följande sätt: 
- Submission: Motståndaren klappar fysiskt med handen eller ger upp verbalt).
- Kasta in handduken: Atletens hörna kastar in handduken.
- Domaren stoppar matchen: (Referee Stop Contest) En form av TKO.
- Domslut: När ingen atlet vinner via avslut döms en vinnare efter tilldelade poäng av matchens tre poängdomare.
- Diskvalificering: (DQ, "disqualification")
- Walk over: "WO" (motståndaren uteblir)

Internationellt tillåter reglerna vinst på knock-out (KO). I Sverige är vinst på KO enligt SB&Ks definition ej tillåtet.